# Göztepe (Kadıköy)

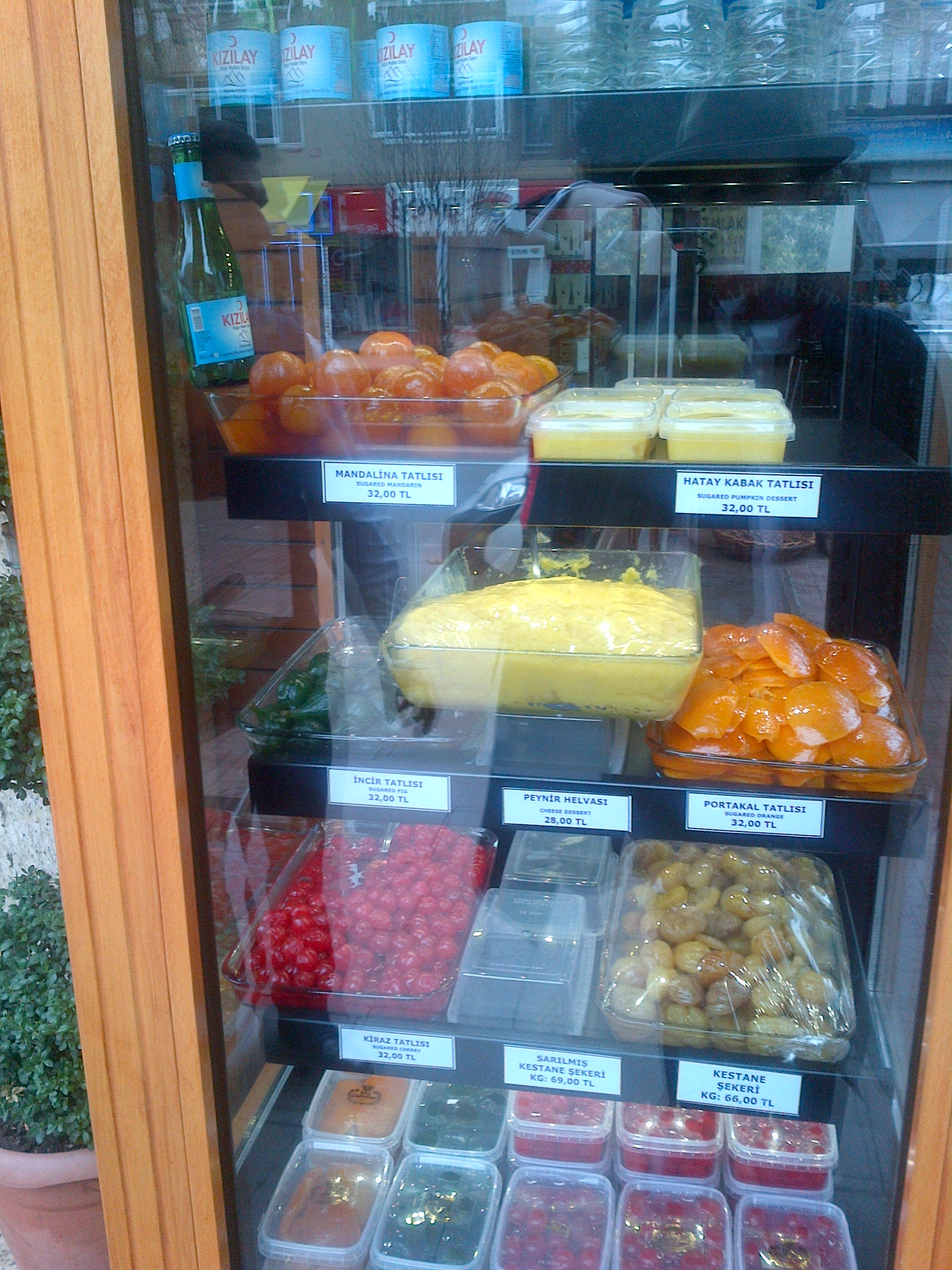
Dolços de fruites (figaflor, mandariner, closques de taronja, cireres i altres), castanyes confitades i peynir helvası (unes postres de formatge) a la vitrina de la dolceria turca Cafer Erol a Göztepe.

Göztepe és un barri a la part asiàtica de la ciutat d'Istanbul en el districte comercial de Kadıköy, província d'Istanbul, Turquia.
Un dels edificis més emblemàtics de Göztepe és la mesquita Tütüncü Mehmet Efendi, del segle xix, que també dona el seu nom al carrer que uneix les avingudes Bağdat Caddesi amb Fahrettin Kerim Gökay Caddesi.

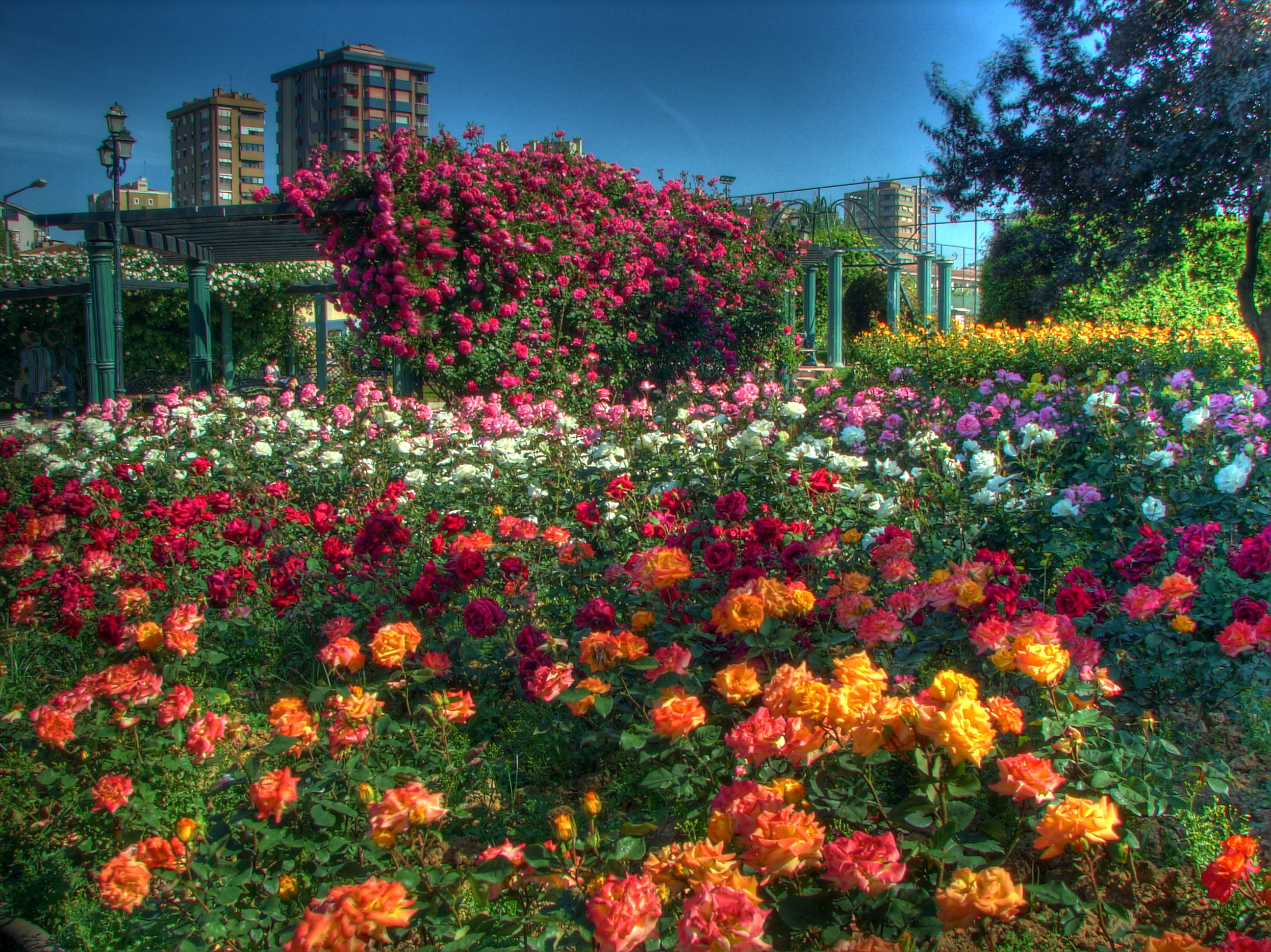
Göztepe Parkı

## Transport públic
El transport públic entre Göztepe i el centre de Kadıköy es manté a través d'una línia d'autobusos municipals, GZ1 i GZ2, que es mouen en cercle en direcció oposada cobrint la distància des de/fins al moll de Kadıköy, utilitzant les avingudes Bağdat i Fahrettin Kerim Gökay respectivament.
L'estació de tren històric, centre del barri Göztepe; no està activa en aquests dies a causa de la construcció del tren d'alta velocitat (YHT).

## Institucions pedagògiques
Hi ha escoles històriques com ara Pansiyonlu İlkokul (establert el 1924, avui Göztepe İlköğretim Okulu) i Taş Mektep (Escola de Pedra) en la qual estudià el poeta Nazım Hikmet.